# ユ・ミンサン
ユ・ミンサン（柳敏相、1979年10月9日 - ）は、大韓民国のコメディアン、YouTuber。

## 人物
京畿道東豆川市出身。慶北大学校観光学科を卒業後、2005年にKBSの第20期公開採用に合格してコメディアンになった。身長が187cmで体重も140kgを越えており、大柄な方である。大食漢で、キム・ミンギョンと共演した「愛がLARGE」はそれがネタになっており、毎回大量の食事が出された。かなりのいじられキャラで、「ミンサン討論」のコーナーは発言の度に討論司会者役のパク・ヨンジンから無理矢理こじつけられて困ってしまう様子が見られる。コメディアンのキム・ジュンヒョンと非常によく似ているため、それをネタにすることもある。日本語がかなりできる。

## 出演

### 出演しているプログラム
- iHQ 「おいしい連中」
- SBSパワーFM 「豆柴脱出カルトショー」
- KBS1 「イシュー　ピック　セムと一緒に」

### 放送
- KBS2 《ギャクコンサート》
  - <ファン・ヒョンヒPDの消費者告発>メーカーの代表（2008年7月6日〜2009年8月30日）
  - <成功時代>解説役（2009年3月15日〜2009年8月16日）
  - <羨ましく描か>
  - <天使の合唱>
  - <ミュージカル>（2006年9月3日〜2007年9月2日）
  - <ミニミュージカル>
  - <白い屋上>
  - <スンスン相槌>
  - <幽霊が住んでいる>
  - <見たい>
  - <高速カメラ>（2009年9月13日〜2010年1月17日）
  - <新年特集ゲショ>
  - <パラキングホームショッピング>
  - <職業精神>
  - <ミニシリーズの兄弟>ナムグン・ミン上役
  - <バルサム学堂>
  - <ダルチ高>
  - <先生キム袋>
  - <2と1/2>
  - <黄大腸>
  - <お父さんと息子>お父さん役（2012年4月29日〜2013年4月7日）
  - <このようなホウ〜鶏>
  - <達人>
  - <愛しています、お客様>
  - <サイコ>
  - <サウンド・オブ・ドラマ>
  - <昨日来た観客今日も来た>
  - <ちょっとホームショッピング>
  - <フルハウス>隣のおじさん役
  - <我慢show>
  - <山越え山>
  - <ジングルジャングル>フンコロガシ役
  - <湿るも>
  - <幕末者>
  - <悪い人>刑事役
  - <不都合な真実>
  - <「... ...」>義理の役
  - <伝説のレジェンド>
  - <アンできますよ>
  - <享受>
  - <視聴率の帝王>
  - <五十密会>ソ代表役
  - <大世界>
  - <ユミンサン結婚送信プロジェクト>
  - <私はキラーだ>会長役
  - <ミンサン討論>
  - <リアルサウンド>
  - <ウェルカムバックショー>ご飯おじさん役
  - <1対100>司会者役（2016年2月7日〜2017年5月7日）
  - <ソルカショッピング>進行役
  - <こんなことを知って>
  - <悪い奴ら>
  - <何も言わジャングルに再>
  - <死んでも送れない>ミンサンガーデンマスター役
  - <愛がLARGE>キム・ミンギョンのボーイフレンド役（2016年6月19日〜2017年5月14日）
  - <セジェルイェ（世界で一番敏感な人）>お店の社長役（2016年9月4日〜2017年6月25日）
  - <ミンサン討論>（2015年4月5日〜2015年11月8日）
  - <ミンサン討論2>
  - <大統領型>首相役（2016年12月4日〜2017年2月19日）
  - <元気出して！スーパー太っちょマン>スーパー太っちょマン役（2017年6月4日〜2017年7月30日）
  - <クイズカフェ>候補役（2017年6月4日〜2017年10月29日）
  - <ボルパルガン若返り機>大腸祖父役（2017年6月11日〜2017年10月22日）
  - <ユムよ帰れ>（2017年8月13日）
  - <鳳仙花学堂>先生役（2017年10月22日、キム・テヒの代わりに出演）
  - <告発夫婦>（2017年10月29日〜2017年12月3日）
  - <ちょっとホームショッピング>ショッピング代表役（2017年12月10日〜）
  - <I　石.I>（2018年3月4日〜2018年3月18日）
  - <対話が必要1987>チャン・ドンミンの弟役（2018年3月11日）
  - <快適なドラマ>（2018年5月6日〜2018年6月24日）
  - <ダイトshow> 3大ドェノ
  - <ドルブラザー>
- KBS2「爆笑クラブ」
- KBS2「爆笑クラブ2」
- KBS1「家族オラクグァン」
- KBS2「お笑い番組ホクホク 」
  - <乾燥人間研究Xファイル>研究所長駅
- KBS2「ギャグスターGCC賞 」
  - <誰のための世界か>
  - <ハーレーとデビッド>
  - コメディTV「大きくなるスター 」
- KBS JOY 「抱いて」
- KBS衛星「韓半島ユーモア大集合」
  - tvN「無作法なヨンエさんシーズン6 」
  - コメディTV「ものすごい外出」
- KBS2「ビタミン」
- KBS2「1対100 」候補
- KBS2「危機脱出ナンバーワン」
- KBS2「出発ドリームチームシーズン2」
- KBS2「リアルスポーツ闘魂 」
- KBS2「家族の品格フルハウス」
- KBS2「食卓の神 」
- KBS2「クイズショーサチョンサ 」
  - 釜山MBC「海よ遊ぼう」
- KBS2「7人のミス・コリア」
- KBS2「青春エクスプレス」
  - ネイバーTV「オブジェクト前シーズン1 」
- KBS全州 「暮らすトークショー経済釜」
- KBS2「幸せな食卓」
- KBS2「ある日突然である 」
- SBS「ベクジョンウォンの3大天王」
- MBC「ラジオスター」
- KBS2「歌の戦い - 勝負 」
- KBS2「トリック＆トゥルー」
- JTBC「様と一緒に - 最高の愛」
- KBS2「秋夕特集100人の選択」
- KBS2「1対100 」のスペシャルMC
- MBC Every1「違う行く」
  - コメディーTVしばらくヒュー
  - Eチャンネルスターピクニックノルベンジョス
- KBS 1TV正月特集吸うスター家族童謡MC
- MBN「恋愛できない男たち」
- KBS2「食卓の記事 」
- KBS2「屋根裏部屋の問題息子 」
- MBC「ジョンジジョクおせっかい時点 」

### ドラマ
- EBS1 「マヨネーズ」 -お父さん役
- KBS2 「 KBSドラマスペシャル-伝説のシャトル」
- KBS2 「死んでもいい」
- KBS2 「ゾンビ探偵」帽子屋のピザ広報モデル役（特別出演）
- KBS2 「 KBSドラマスペシャル-そこ置いてきたライラック」-ナムサン役

### 映画
- 「真バオの冒険」 -声優（韓国語予告編）役
- 「キャッツトピア」 -ブレンキ（声）役

### ミュージカル
- 「本当に本当に好き」
- 「ギリシャ2012」
- 「ギリシャ2013」

### 広告
- 2009年サムスン電子VLUUカメラ（with ファン・ヒョンヒ、アン・ヨンミ）
- 2009年韓国ガス安全公社ガス安全キャンペーン（with ファン・ヒョンヒ、アン・ヨンミと共同出演）
- 2009年大象株式会社チョンジョンウォン淳昌コチュジャン（withファン・ヒョンヒ）
- 2009年、外交通商部の旅行成功時代（withユ・サンム）
- 2011年労働組合エア
- 2012年ネオVネオクリック
- 2012年イッブレッド（withチョン・ジュノ、キム・スヨン）
- 2013年未来創造科学部TVチャンネル再配置（withイ・ムンジェ、イ・サング）
- 2013年星光製薬スウェットロール
- 2014年LG電子フィセン除湿機（withキム・ジュノ、ジョ・ユンホ、ジョン・チャンミン）
- 2014年バルンソンNAバトルリーグ（withキム・ジュンヒョン）
- 2015年韓国たまご測定協会
- 2016年ホームプラス本物スパムブデチゲ（withキム・ミンギョン）
- 2016年ピザハットTHEおいしいピザ2
- 2016年環境省空容器保証金制度改善（withキム・ミンギョン、ムン・セユン）
- 2016年〜ヨンジン産業スピードラック
- 2016年韓国ワイスセントラムアドバンス（withイ・サンユン）
- 2016年統計庁2016経済総調査（withイ・ミド）
- 2016年大象株式会社チョンジョンウォンフィスリングクック（withキム・ミンギョン）
- 2016年キューロホールディングス　ギャグファンタジー（withキム・ジュノ、バク・ナレ）
- 2016年、現代証券非対面口座開設サービス（withソン・ヨンギル、キム・スヨン）
- 2016年〜ダムソイヤギ　ダムソソシゴルスンデ
- 2016年メニューピック
- 2016年マックスウォニリンクシーズン子供PC部屋（withジョユンホ、チョン・ミョンフン、キム・ジホ、ホンインギュ）
- 2017年トゥージョンチキン（withキム・ミンギョン）
- 2017年〜テギョン農産　イマシラジ（withキム・ミンギョン）
- 2017年配信通
- 2018年農心ケロッグハーシーチョコクランチ（withキム・ミンギョン）
- 2018年イーストスキンLED近赤外線マスク（withパク・ヘジン）
- 2019年〜肉コンサート（withキム・ミンギョン）
- 2019年〜平沢市庁スーパーオーニング（withキム・ギヒョン）
- 2021年〜ウンイネオドルピョ

## キャリア
- 2007年1月　映画「レント」の広報大使
- 2008年3月　2008国際e-スポーツフェスティバル」広報大使
- 2009年10月　2009グァンミョン音楽祭　広報諮問委員
- 2010年10月　東豆川市広報大使
- 2012年2月　韓国社会福祉協議会　幸せ分かち合いNキャンペーン広報大使
- 2012年4月　郵政事業本部公益事業の広報大使
- 2013年6月　映画「カンフーパンダ：英雄の誕生」の広報大使
- 2013年11月　ハン・ギボム希望分かち合い広報大使
- 2014年7月　韓国コンテンツ振興院ソウルキャラクターライセンシングフェア2014広報大使
- 2014年8月　東豆川警察署広報大使
- 2014年11月　SKナイツ2014~2015シーズン広報大使
- 2014年11月　韓国米加工食品協会、2014米加工食品産業大展、毎日米加工食品　広報大使
- 2015年5月　全州市全州の味　毎日広報大使
- 2015年6月　プランコリア広報大使
- 2016年12月　W-財団年末自然保全募金　公益キャンペーン広報大使
- 2017年4月　セブランス病院　健康広報大使
- 2019年8月　韓国観光公社　韓国飲食観光　広報大使

## 流行語

### KBS2「ギャグコンサート」
- こいつ~~こいつら~~（フルハウス）
- あ、天才だよ？ （パパと息子）
- スヨンや、警察呼べ！ （パパと息子）
- どこで下品なことをやるの。 （パパと息子）
- ご飯食べに行こう。 （パパと息子）
- おとこにみえない！ （おとこにみえない）
- おじさんこれ何？ （愛がLARGE）
- 地球を守る正義の勇士スーパー太っちょマン　ゼロXだ！貴様ただじゃおかないぞ！ （元気出して！スーパー太っちょマン）
- おれヒーローしない！ （元気出して！スーパー太っちょマン）
- お腹減った、おいしそう、食べたい（みんないるでshow）

## 受賞
- 2005年第4回KBS芸能大賞優秀コーナー賞（爆笑クラブ-乾燥人間の研究Xファイル）
- 2013年9月24日放送分1対100優勝
- 2013年第21回大韓民国文化芸能大賞ギャグ部門最優秀賞
- 2013年第12回KBS芸能大賞コメディ部門男優秀賞
- 2015年第42回韓国放送大賞コメディアン部門個人賞
- 2015年第14回KBS芸能大賞コメディ部門男最優秀賞
- 2015年第14回KBS芸能大賞コメディ部門最優秀コーナー賞（ギャグコンサート-ミンサン討論）
- 2016年第28回韓国PD対象コメディアン部門出演者賞
- 2016年第10回ケーブルTV放送対象おいしいスター賞
- 2016年第15回KBS芸能大賞コメディ部門男最優秀賞
- 2016年第15回KBS芸能大賞コメディ部門最優秀コーナー賞（ギャグコンサート-セ、ジョル、イェ（世界で一番するどい人））
- 2019年第31回韓国PD対象コメディアン部門出演者賞
- 2019年第46回韓国放送大賞コメディアン賞

## 関連人物
- ユ・ジェソク
- カン・ホドン
- キム・ジュノ
- キム・テヒ
- ムン・セユン
- キム・ジュンヒョン
- キム・ミンギョン
- キム・スヨン
- ソン・ヨンギル
- おいしい連中
- テージ